# گروه کارپینسکی
گروه کارپینسکی (انگلیسی: Karpinsky Group) یک گروه کوه آتشفشانی در جزایر کوریل کشور روسیه است.